# Ancienne abbaye Notre-Dame de Mistassini
L'ancienne abbaye Notre-Dame de Mistassini, aussi appelée ancien site du patrimoine de l'Ancienne abbaye des Pères trappistes de Mistassini, abbaye des Cisterciens de Dolbeau-Mistassini, ancienne abbaye des Pères-Trappistes (Cisterciens)-De-Dolbeau-Mistassini et site du patrimoine de l'Ancienne-Abbaye-Des-Pères-Trappistes-De-Dolbeau-Mistassini est un établissement patrimonial construit après 1910 dans la municipalité de Dolbeau-Mistassini.

## Voir plus